# سیارک ۷۱۰۸
سیارک ۷۱۰۸ (به انگلیسی: 7108 Nefedov، نامگذاری:1981RM3) هفت هزار و صد و هشتمین سیارک کشف شده‌است که در ۲ سپتامبر ۱۹۸۱ کشف شد.
قدر مطلق سیارک برابر ۱۳٫۰۰ است.